# Orgeln des Königsberger Doms

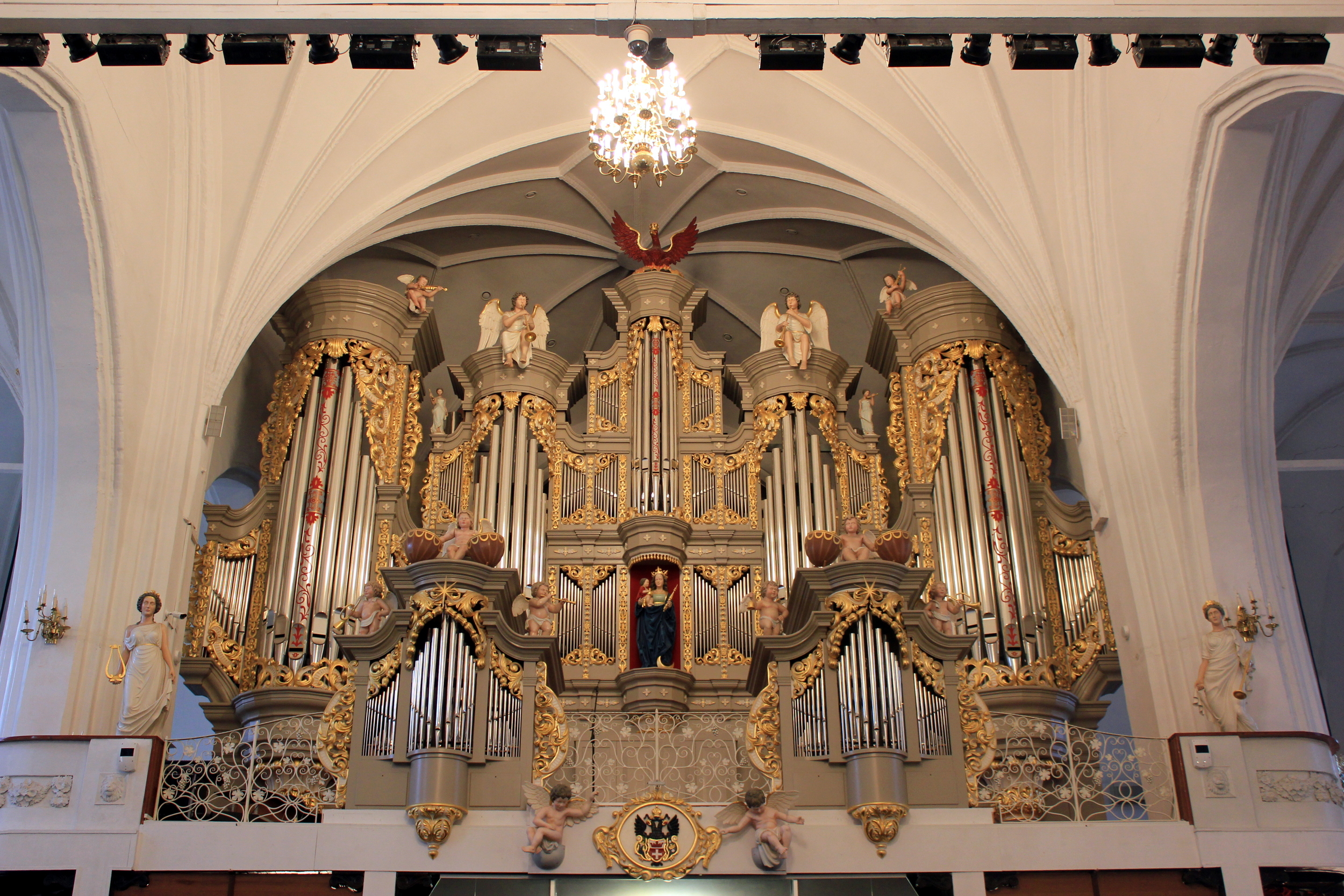
Hauptorgel

Die Orgeln des wiederaufgebauten Königsberger Doms sind eine viermanualige Hauptorgel mit 90 Registern und eine zweimanualige Chororgel mit 32 Registern, die 2006/07 durch die Schuke Orgelbau in Kaliningrad gebaut wurden. Beide sind elektronisch miteinander verbunden und können gemeinsam gespielt werden. Die Hauptorgel ist die größte Orgel Russlands.

## Geschichte

### Älteste Orgeln
1333 wurde in den Plänen zum Bau des Domes auch eine Orgel auf dem Lettner vorgesehen. Dies ist die älteste erhaltene Erwähnung eines solchen Instruments im gesamten Baltikum.
1582 bat der Rat der Stadt Königsberg den Lübecker Orgelbauer Julius Anthoni vergeblich um den Bau einer neuen Orgel für den Dom. Wer 1586/87 dann ein solches neues Instrument baute, ist unbekannt, möglich wäre Joachim Zickermann. Diese Orgel war mit 59 Registern die größte in Preußen und Hinterpommern. Sie verfügte über ein Oberwerk mit 16 Stimmen, ein Rückpositiv mit 18 Stimmen, ein Brustpositiv mit sieben Stimmen und ein Pedal mit 18 Stimmen. An Nebenzügen sind acht Nebenregister bekannt.

### Mosengel-Orgel von 1721

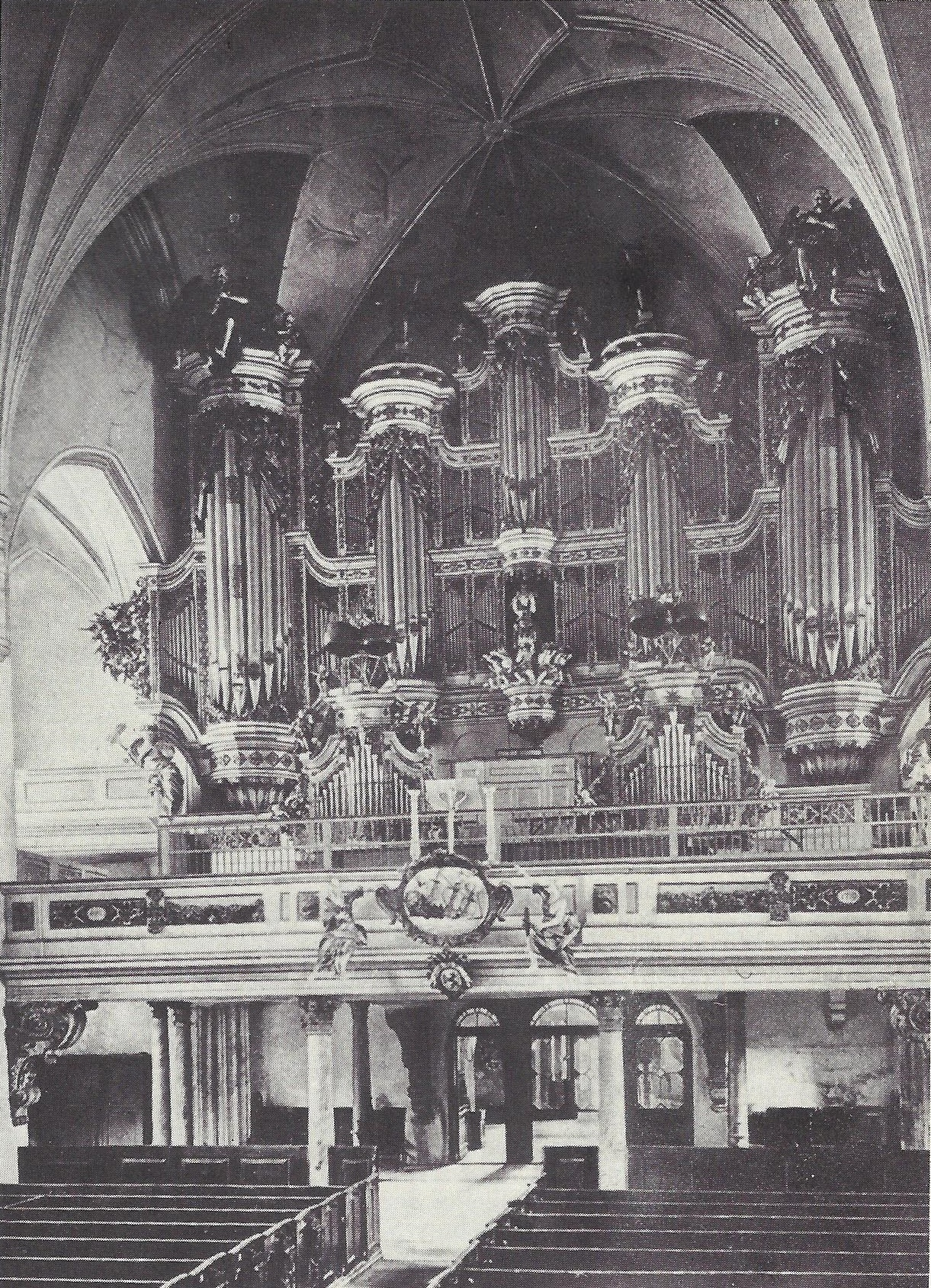
Orgel in den 1920er Jahren

In den Jahren 1718 bis 1721 wurde ein neues Instrument von Johann Josua Mosengel gebaut. Dieses hatte drei Manuale mit einem Hauptwerk mit 17 Registern, einem Oberpositiv mit 14 Registern, einem Brustpositiv mit sieben Registern und einem Pedal mit 20 Registern. Sie wurde 1721 eingeweiht.
Es folgten insgesamt fünf Umbauten. Adam Gottlob Casparini setzte das Werk ab 1742 fort. Dessen Orgelbaugeselle Johann Preuss (1722–1798) sowie Wilhelm Braveleit (?–1795) werden ebenfalls als Orgelbauer am Dom erwähnt, bis 1888 die Orgel von Max Terletzki gänzlich umgebaut wurde.

### Neubau 1928/29
In den Jahren 1928/1929 entstand hinter dem barocken Prospekt einschließlich der Prospektpfeifen ein völlig neues Instrument der Firma P. Furtwängler & Hammer. Diese Orgel erhielt drei Manuale und Pedal mit insgesamt 64 Registern und pneumatischen Trakturen.
Mit dem Dom wurde die Orgel durch die Luftangriffe auf Königsberg Ende August 1944 zerstört.

## Heutige Orgeln
Beim Wiederaufbau des Doms, der in den 1990er Jahren begonnen wurde, herrschte zunächst keine Priorität für ein neues Orgelinstrument. Erst bei einem Besuch des russischen Präsidenten Wladimir Putin im Jahre 2005, dessen Frau Ljudmila aus Kaliningrad stammt, konnte die Finanzierung eines Orgelneubaues angestoßen werden. Beauftragt wurde die Alexander Schuke Potsdam Orgelbau in Werder (Havel). Insgesamt wurden 4 Millionen Euro von der russischen Führung für die zwei neuen Instrumente übernommen. Die Chororgel konnte 2006 eingeweiht werden, die große Hauptorgel am 12./13. Januar 2008 mit einem festlichen Konzert.

### Hauptorgel
Das große Instrument wurde 2007 von Alexander Schuke Potsdam Orgelbau geschaffen. Es hat 90 klingende Register (6.269 Pfeifen) auf vier Manualen und Pedal sowie ein Effektregister (Cymbelstern). Die drei Chamaden-Register lassen sich an jedes Manualwerk und das Pedal frei ankoppeln. Die Holzpfeifen fertigte die Firma Vogtländischer Orgelbau Thomas Wolf.
Der Prospekt wurde weitgehend nach Photographien des prächtigen Barockprospekts der Orgel von Johann Josua Mosengel von 1721 gebaut. Er ist mit 17 stehenden Holzfiguren und 6 beweglichen Figuren verziert. Diese wurden von der Firma Maxick aus Kaliningrad unter Leitung von Max Ibragimow hergestellt. Es wurden nur geringe Veränderungen zum barocken Vorbild vorgenommen: Die Orgel wird nun von einem Phönix gekrönt, als Zeichen des Wiedererstehens nach der Zerstörung, wo vorher ein preußischer Adler thronte.
Eine historisierende Madonnenfigur mit Kind wurde anstelle der ehemaligen Mittelfigur David mit der Harfe gesetzt, der in der orthodoxen Tradition keine besondere Bedeutung hatte. Auch das Königsberger Stadtwappen wurde modifiziert: als Schildhalter fungiert nun ein bekrönter russischer Doppeladler anstatt des ursprünglichen preußischen Adlers. Die Rückpositive, welche mittig auf der Empore standen, wurden an die Brüstung versetzt. Diese wurde mit einem schmiedeeisernen Gitter versehen, das keine historischen Vorbilder hat. Das Stahlgerüst für die Hauptorgel wurde von einer Stahlbaufirma aus Kaliningrad gebaut.
Disposition
Die Orgel hat folgende Disposition:
| I Rückpositiv C–a3 |        |
| Principal          | 8′     |
| Gedackt            | 8′     |
| Quintadena         | 8′     |
| Octave             | 4′     |
| Rohrflöte          | 4′     |
| Hohlflöte          | 4′     |
| Quinte             | 2 ⁄3′  |
| Octave             | 2′     |
| Waldflöte          | 2′     |
| Quinte             | 1 ⁄3′  |
| Terz               | 1 3⁄5′ |
| Scharff IV         |        |
| Cymbel III         |        |
| Vox humana         | 8′     |
| Cromorne           | 8′     |
| Cymbelstern        |        |

| Trompeteria C–a3   |     |
| Trompete (Chamade) | 16′ |
| Trompete (Chamade) | 8′  |
| Trompete (Chamade) | 4′  |

| II Hauptwerk C–a3 |        |
| Principal         | 16′    |
| Bordun            | 16′    |
| Octave            | 8′     |
| Viola di Gamba    | 8′     |
| Rohrflöte         | 8′     |
| Doppelgedackt     | 8 ′    |
| Quinte            | 5 1⁄3′ |
| Octave            | 4′     |
| Spitzflöte        | 4′     |
| Gedackt           | 4′     |
| Quinte            | 2 ⁄3′  |
| Octave            | 2′     |
| Cornett V         |        |
| Mixtur V          |        |
| Scharff III-IV    |        |
| Trompete          | 16′    |
| Trompete          | 8′     |
| Trompete          | 4′     |

| III Schwellwerk C–a3 |        |
| Zartgedackt          | 16 ′   |
| Principal            | 8′     |
| Salicional           | 8′     |
| Vox celestes         | 8′     |
| Flötenschwebung      | 8′     |
| Gedackt              | 8′     |
| Octave               | 4′     |
| Fugara               | 4′     |
| Nachthorn            | 4′     |
| Nassat               | 2 ⁄3′  |
| Piccolo              | 2′     |
| Hohlflöte            | 2′     |
| Terz                 | 1 3⁄5′ |
| Sifflöte             | 1′     |
| Mixtur IV            |        |
| Bombarde             | 16′    |
| Trompet harmonique   | 8′     |
| Oboe                 | 8′     |
| Klarine              | 4′     |
| Tremulant            |        |

| IV Oberwerk C–a3 |       |
| Gedackt          | 16′   |
| Principal        | 8′    |
| Hohlflöte        | 8′    |
| Gedackt          | 8′    |
| Flûte harmonique | 8′    |
| Fugara           | 8′    |
| Schwebung        | 8′    |
| Octave           | 4′    |
| Traversflöte     | 4′    |
| Holzflöte        | 4′    |
| Nassat           | 2 ⁄3′ |
| Octave           | 2′    |
| Gemshorn         | 2′    |
| Echocornett III  |       |
| Mixtur IV        |       |
| Fagott           | 16′   |
| Trompete         | 8′    |
| Clarinette       | 8′    |
| Tremulant        |       |

| Pedalwerk C–g1 |         |
| Untersatz      | 32′     |
| Principal      | 16′     |
| Violon         | 16′     |
| Kontrabaß      | 16′     |
| Zartbaß        | 16′     |
| Quinte         | 10 2⁄3′ |
| Octave         | 8′      |
| Gedackt        | 8′      |
| Cello          | 8′      |
| Nassat         | 5 1⁄3′  |
| Octave         | 4′      |
| Bauernflöte    | 2′      |
| Mixtur VI      |         |
| Posaune        | 32′     |
| Posaune        | 16′     |
| Trompete       | 8′      |
| Clairon        | 4′      |

- Koppeln: I/II, III/II, IV/I, IV/II, IV/III, I/P, II/P, III/P, IV/P

Technische Daten
- Schleiflade
- Traktur:
  - Tontraktur: Doppeltraktur
  - Registertraktur: Elektrisch

### Chororgel

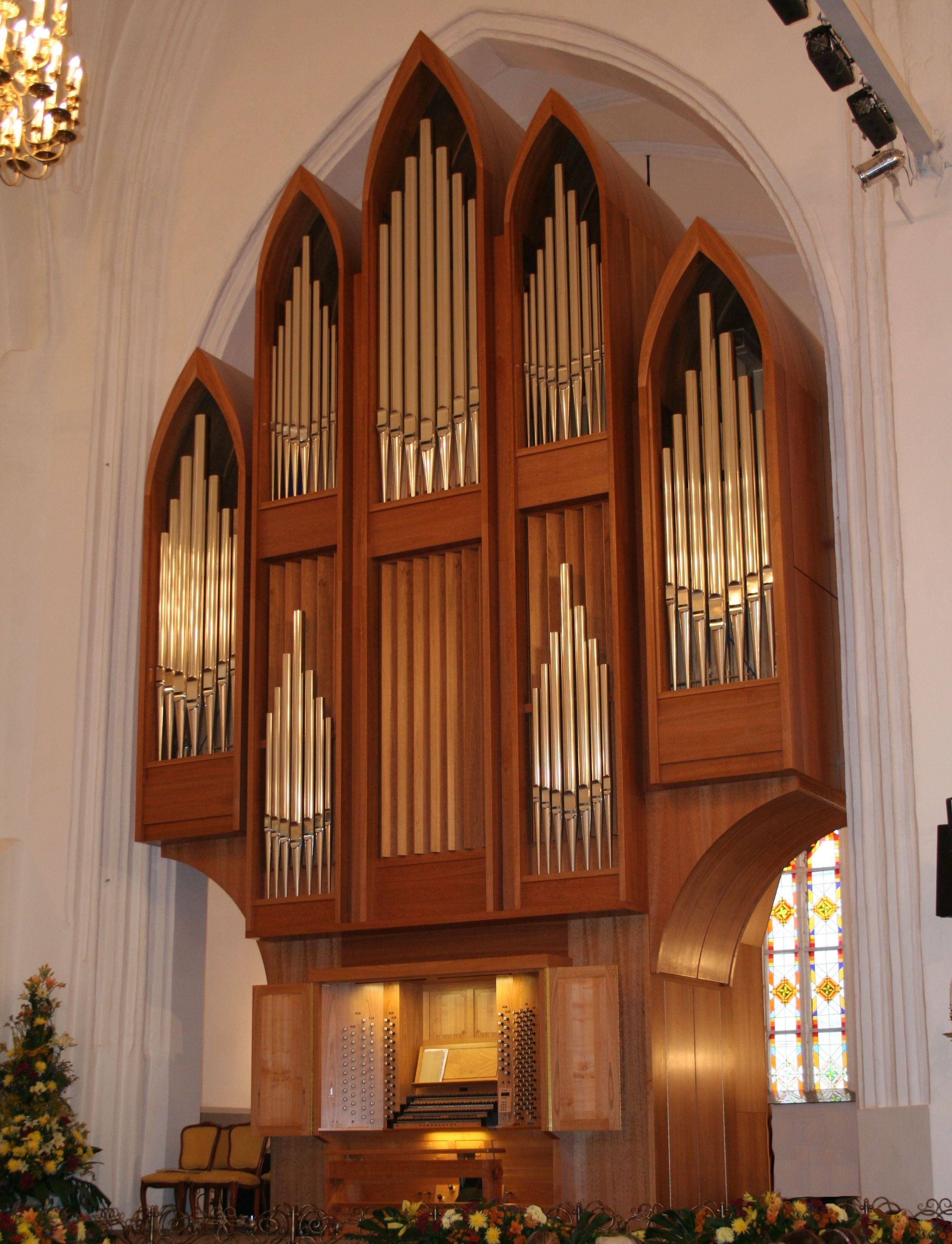
Chororgel

Bereits 2006 war eine kleinere Chororgel auf einer Seitenempore gebaut worden. Diese hat zwei Manuale mit Pedal und 32 Register. Der Prospekt ist modern gestaltet.
Disposition
| I Hauptwerk C–a3 |             |       |
| 1.               | Principal   | 8′    |
| 2.               | Bordun      | 16′   |
| 3.               | Bordun      | 8′    |
| 4.               | Octave      | 4′    |
| 5.               | Hohlflöte   | 4′    |
| 6.               | Nassat      | 2 ⁄3′ |
| 7.               | Octave      | 2′    |
| 8.               | Cornett III |       |
| 9.               | Scharff IV  |       |
| 10.              | Fagott      | 8′    |
| 11.              | Clairon     | 4′    |

| II Schwellwerk C–a3 |                   |       |
| 12.                 | Praestant         | 8′    |
| 13.                 | Portunalflöte     | 8′    |
| 14.                 | Gambe             | 8′    |
| 15.                 | Gedackt           | 8′    |
| 16.                 | Traversflöte      | 8′    |
| 17.                 | Flaut douce       | 8′    |
| 18.                 | Octave            | 4′    |
| 19.                 | Traversflöte      | 4′    |
| 20.                 | Sesquialtera II   | 2 ⁄3′ |
| 21.                 | Piccolo           | 2′    |
| 22.                 | Progress harm. IV |       |
| 23.                 | Dulcian           | 16′   |
| 24.                 | Cromorne          | 8′    |

| Pedalwerk C–g1 |                  |     |
| 25.            | Subbaß           | 16′ |
| 26.            | Principal        | 8′  |
| 27.            | Gambe            | 8′  |
| 28.            | Gedackt          | 8′  |
| 29.            | Octave           | 4′  |
| 30.            | Rauschpfeife III |     |
| 31.            | Fagott           | 16′ |
| 32.            | Trompete         | 8′  |

Koppeln: II/I, I/P, II/P
Technische Daten
- Schleiflade
- Traktur:
  - Tontraktur: Doppeltraktur
  - Registertraktur: Elektrisch

### Verbindungen und technische Möglichkeiten
Beide Orgel sind durch Steuerleitungen miteinander verbunden und können von beiden Spieltischen jeweils gespielt werden. Bei gemeinsamem Spiel zweier Organisten sind diese durch Headset, Monitor und Kameras verbunden und können miteinander kommunizieren. Beide Orgeln haben PC-Anschlüsse, durch die die Musik aufgenommen und gespeichert werden kann.